# Caranx ignobilis
Caranx ignobilis (auch als Dickkopf-Makrele bezeichnet) ist eine Fischart aus der Gattung Caranx in der Familie der Stachelmakrelen (Carangidae).

## Beschreibung
Caranx ignobilis ist eine der größten Stachelmakrelen und erreicht gewöhnlich eine Körperlänge von 100 Zentimeter TL, kann aber bis zu 170 Zentimeter lang werden und ein Gewicht von bis zu 80 Kilogramm erreichen. Zum Rücken hin sind adulte Tiere an Kopf und Körper silbergrau bis schwarz, zum Bauch hin meist blasser. Die Flossen sind meist gleichmäßig grau bis schwarz. Bei Tieren aus trüben Küstengewässern sind die Flossen oft gelb, wobei die Afterflosse (Anale) dann gewöhnlich am kräftigsten gefärbt ist.
Caranx ignobilis hat 24 Wirbel. Insgesamt, mit verkümmerten, sind 20 bis 24 Kiemenreusendornen vorhanden (5–7 + 15–17 oberer/unterer Schenkel). Die Brust ist zum Bauch hin unbeschuppt, typischerweise befindet sich vor den Bauchflossen (Ventrale) ein kleiner bis großer beschuppter Bereich.
- Flossenformel: Dorsale IX/18–21, Anale III/15–17[3]

## Verbreitung
Caranx ignobilis ist im Indopazifik vom Roten Meer und der Ostküste Afrikas bis zu den Hawaii und Marquesas-Inseln, nach Norden bis zum südlichen Japan und den Ogasawara-Inseln und nach Süden bis zum nördlichen Australien verbreitet. Bei Hawaii kommen Hybriden mit Caranx melampygus vor.

## Lebensweise
Die Dickkopf-Makrele lebt in 10 bis 188 Metern Tiefe. Adulte Tiere leben pelagisch über Sand und Fels. Sie kommen einzeln oder wahlweise in Schulen vor und bewohnen klare Lagunen, Innenriffe und die Seeseite von Riffen. Jungtiere leben in kleinen Schulen und finden sich über sandigen Küstengewässer, gelegentlich auch in Ästuarien. Zu ihrer Nahrung gehören Krustentiere, Langusten und Fische. Beim Laichen an flachen Riffaußenseiten und Meeresbänken bilden die Tiere Aggregationen. Große Exemplare können ciguatoxisch (durch Ciguatoxine vergiftet) sein.

## Nutzung
Caranx ignobilis wird im Persischen Golf und im größten Teil des restlichen Verbreitungsgebietes kommerziell und sportlich befischt. Gefangen wird die Art mit Haken und an Leinen, durch Speerfischen, mit Fallen und Kiemennetzen. Vermarktet wird sie frisch und getrocknet gesalzen. Auf Hawaii wird Caranx ignobilis wegen der Angst vor Ciguatera, einer Fischvergiftung durch Ciguatoxine, nur selten als Nahrung genutzt.